# Myrmechis pumila
Myrmechis pumila är en orkidéart som först beskrevs av Joseph Dalton Hooker, och fick sitt nu gällande namn av Tang och Fa Tsuan Wang. Myrmechis pumila ingår i släktet Myrmechis och familjen orkidéer. Inga underarter finns listade i Catalogue of Life.